# Gosza Kucenko
Gosza Kucenko (ros. Гоша Куценко), właśc. Jurij Gieorgijewicz Kucenko (ros. Юрий Георгиевич Куценко, ur. 20 maja 1967 w Zaporożu) – rosyjski aktor i piosenkarz.

## Życiorys
Urodził się 20 maja 1967 roku w Zaporożu na Ukrainie w rodzinie Gieorgija i Swietłany Kucenko. Szkołę średnią ukończył we Lwowie. Studia rozpoczął na Politechnice Lwowskiej, której nie ukończył z powodu powołania do wojska. W 1988 roku przeprowadził się do Moskwy, gdzie rozpoczął naukę w Moskiewskim Instytucie Radiotechniki, Elektroniki i Automatyki, a dwa lata później – także w szkole studyjnej Moskiewskiego Akademickieg Teatru Artystycznego, którą ukończył w 1992 roku.
Jako juror współpracował z Wyższą Ligą programu KWN (Клуб Весёлых и Находчивых – Klub Wesołych i Błyskotliwych). Zagrał w spektaklach Ladies Night. Tylko dla kobiet (Ladies Night. Только для женщин) i Gra w Prawdę (Игра в Правду). Pseudonimu Gosza Kucenko używa od czasów studenckich. Podczas egzaminów wstępnych, ponieważ miał defekt wymowy, przedstawił się jako Gosza. Po skorygowaniu wymowy zachował to imię jako pseudonim artystyczny.

## Filmografia
- 2002: Antikiller (jako major Korieniew)
- 2003: Antikiller 2 (jako major Korieniew)
- 2004: Straż nocna (jako Ignat)
- 2005: Gambit turecki (jako Ismaił-Bej)
- 2006: Straż Dzienna (jako Ignat)
- 2007: Paragraf 78 (jako Gudwin)
- 2008: Przenicowany świat (jako Dzik)